# Pompeyo Márquez
Pompeyo Ezequiel Márquez Millán (Ciudad Bolívar, Bolívar, 28 de abril de 1922-Caracas, Venezuela, 21 de junio de 2017) fue un político venezolano. Militante comunista desde los años treinta, se sumó a acciones guerrilleras al defender los ideales del marxismo de los años sesenta. Abandonó las armas a finales esa década. Fue parlamentario y ministro, y ejerció funciones diplomáticas; además se le conoce por ser miembro fundador del Movimiento al Socialismo (MAS) de Venezuela.

## Biografía
Pompeyo Márquez es el segundo de cuatro hermanos, nacido en Ciudad Bolívar, se mudó poco después a Caracas junto a su familia tras la muerte de su padre. Allí estudió primaria y secundaria, al tiempo en el que aprende, contabilidad y mecanografía, lo que le permitió trabajar en el diario El Nacional y el semanario Aquí Está del Partido Comunista de Venezuela (PCV). En 1943 contrajo matrimonio con Socorro Negretti, nacida en Valencia, Estado Carabobo, con quien tuvo cuatro hijos: de nombres Tania, Natacha, Iván y Luz María. Hija de Virginia Malpica, fundadora del Partido Comunista en Valencia, esta mujer fue un pilar fundamental en el desarrollo de la carrera política de Pompeyo Márquez: «Como profesora de geografía e historia lo ayudó en la elaboración de sus discursos y documentos y lo apoyó incondicionalmente», dice Luisa Elena Rojas, amiga cercana de los Márquez. Estuvieron casados hasta 1998, fecha en que falleció Negretti. Años después contrajo matrimonio con Yajaira Araujo, quien cuidó de su estado de salud

## Trayectoria política

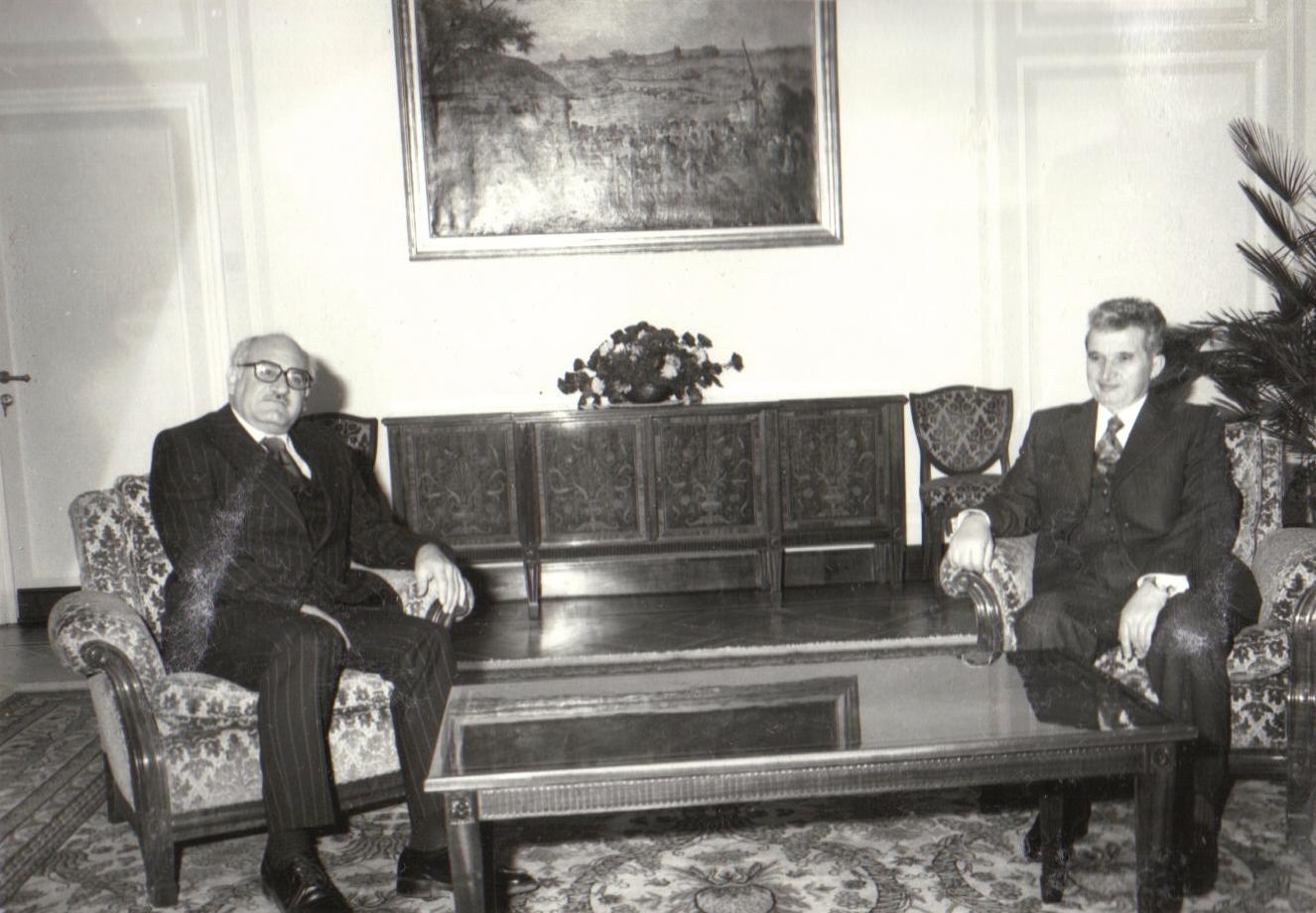
Pompeyo Márquez y el dictador de Rumania Nicolae Ceaușescu en 1979.

Su carrera política comenzó en 1936 cuando se inscribe en la Federación de Estudiantes de Venezuela pero su desarrollo político ocurre en el Partido Comunista de Venezuela, luchó durante el período de la dictadura de Marcos Pérez Jiménez. Sería perseguido por la Dirección de Seguridad Nacional de ese gobierno enviando a su familia a la antigua Unión Soviética. Luego en 1958 participa activamente en el derrocamiento del gobierno de Pérez Jiménez junto con la clandestinidad venezolana. 
Una vez establecida por completo la democracia en Venezuela, acata la recién redactada Constitución de Venezuela de 1961 y junto al Partido Comunista participa del breve «periodo de paz» logrado por el Pacto de Puntofijo, sin embargo, poco tiempo después, al iniciarse la exclusión y persecución de los miembros del Partido Comunista por el Gobierno de Rómulo Betancourt; la detención y el sometimiento a juicio militar de un grupo de parlamentarios del PCV y del Movimiento de Izquierda Revolucionaria; y la persecución de profesores o maestros por el solo hecho de pertenecer al PCV o al MIR, entre otros hechos, Pompeyo decide asumir la Lucha Armada contra los gobiernos de Rómulo Betancourt y Raúl Leoni, luego es apresado en 1964, escapando en febrero de 1967 del Cuartel de San Carlos junto con Teodoro Petkoff y Guillermo García Ponce, también líderes guerrilleros de la época. 
En 1969 al comienzo del gobierno de Rafael Caldera aceptaría el periodo de  pacificación (amnistía) ofrecido por este (Caldera), lo que lo llevaría, junto con otros líderes del PCV a crear el partido Movimiento al Socialismo de tendencia socialdemócrata, partido por el que sería electo como senador del Congreso Nacional por el Distrito Federal, entre 1984 y 1988 fue elegido Segundo Vicepresidente de la Cámara de Senadores del extinto Congreso de la República (hoy Asamblea Nacional). 

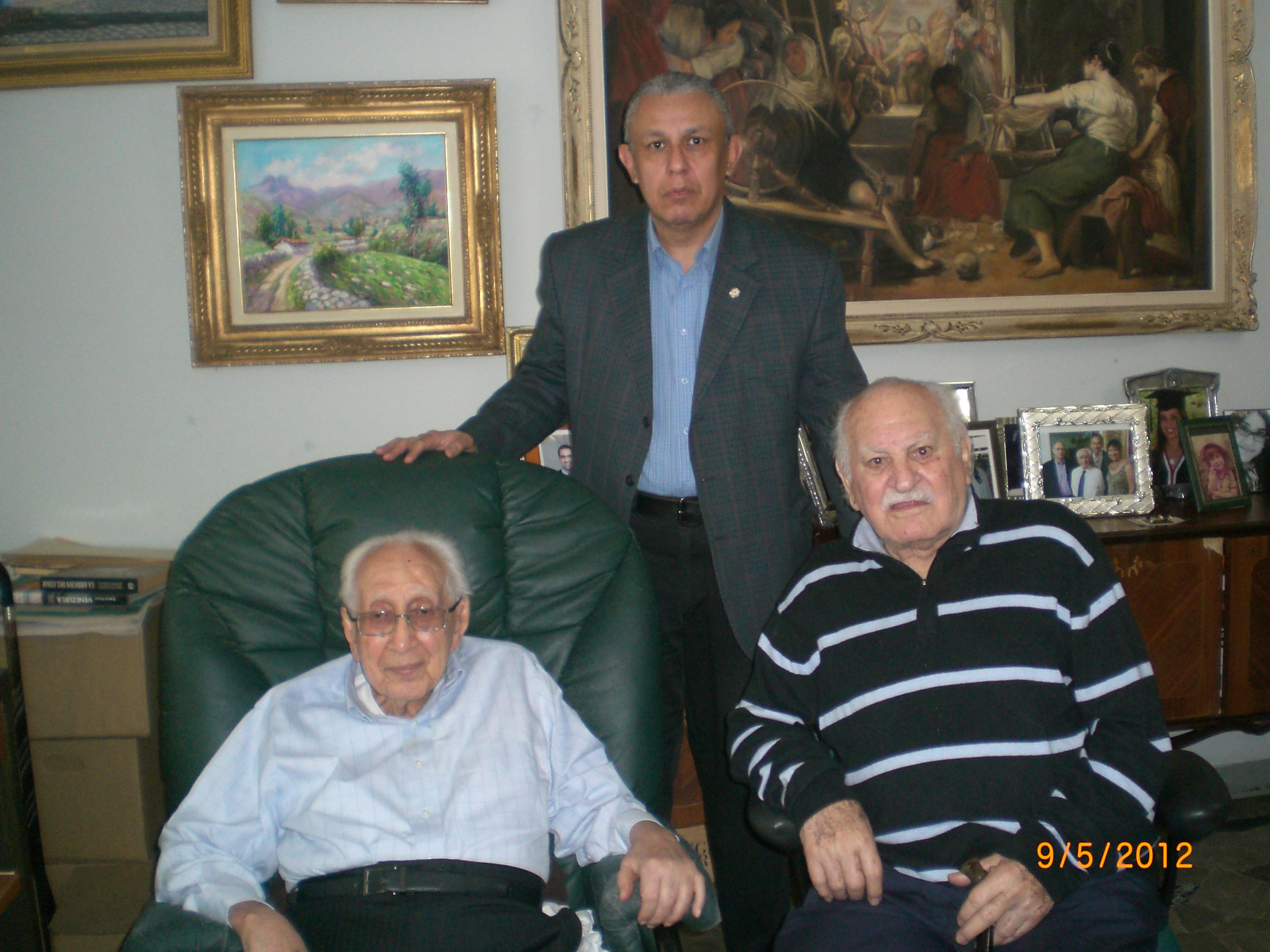
Ramón J. Velásquez, Pompeyo Márquez y Edgar C. Otálvora en Caracas.

Formó parte de la Comisión Presidencial para la Reforma del Estado (COPRE) creada durante el gobierno de Jaime Lusinchi. En 1989 fue designado por Carlos Andrés Pérez como miembro de la Comisión Presidencial para Asuntos Fronterizos Colombo-Venezolanos (COPAF) presidida por Ramón J. Velásquez. 
En mayo de 1990 fue designado miembro de la Comisión Presidencial para la Delimitación de Áreas Marinas y Submarinas con la República de Colombia y otros temas junto a Reinaldo Leandro Mora e Hilarión Cardozo en cuya agenda se encontraba el tratamiento de la delimitación en el golfo de Venezuela. Posteriormente apoyaría a Rafael Caldera junto con otras agrupaciones de izquierda en su candidatura para las elecciones presidenciales de 1993 resultando este último victorioso. Una vez en el poder Rafael Caldera en su segundo gobierno, Pompeyo Márquez fungiría como Ministro de Estado para el Desarrollo de Fronteras entre 1994 y 1999. Como Ministro impulsó la fundación de una nueva población, Ciudad Sucre que permitiera el poblamiento venezolano en la zona fronteriza del Municipio Páez, en Apure.
Cuando Hugo Chávez aparece en la campaña electoral para las elecciones presidenciales de 1998 y el MAS decide darle su apoyo, Pompeyo Márquez se retira de esta organización pasando al partido Izquierda Democrática (escisión del MAS) opuesto este a Hugo Chávez. En enero de 2007 Izquierda Democrática anuncia su incorporación a Un Nuevo Tiempo, el nuevo mayor partido de oposición de Venezuela, por lo que desde la fecha, hasta su muerte permaneció como miembro de esta agrupación política, convirtiéndose en uno de los políticos activos más ancianos del mundo, en su momento. Su actividad política e intelectual se continuó desarrollando desde la Fundación Gual y España, creada por Márquez en 1984.